# Gran Premi del Brasil del 2012
El Gran Premi del Brasil de Fórmula 1 de la temporada 2012 es va disputar al circuit d'Interlagos, del 23 al 25 de novembre del 2012.

## Resultats de la qualificació
| Pos                  | No | Pilot              | Constructor          | Part 1   | Part 2   | Part 3   | Sortida |
| -------------------- | -- | ------------------ | -------------------- | -------- | -------- | -------- | ------- |
| 1                    | 4  | Lewis Hamilton     | McLaren-Mercedes     | 1:15.075 | 1:13.398 | 1:12.458 | 1       |
| 2                    | 3  | Jenson Button      | McLaren-Mercedes     | 1:15.456 | 1:13.515 | 1:12.513 | 2       |
| 3                    | 2  | Mark Webber        | Red Bull-Renault     | 1:16.180 | 1:13.667 | 1:12.581 | 3       |
| 4                    | 1  | Sebastian Vettel   | Red Bull-Renault     | 1:15.644 | 1:13.209 | 1:12.760 | 4       |
| 5                    | 6  | Felipe Massa       | Ferrari              | 1:16.263 | 1:14.048 | 1:12.987 | 5       |
| 6                    | 18 | Pastor Maldonado   | Williams-Renault     | 1:16.266 | 1:13.698 | 1:13.174 | 161     |
| 7                    | 12 | Nico Hülkenberg    | Force India-Mercedes | 1:15.536 | 1:13.704 | 1:13.206 | 6       |
| 8                    | 5  | Fernando Alonso    | Ferrari              | 1:16.097 | 1:13.856 | 1:13.253 | 7       |
| 9                    | 9  | Kimi Räikkönen     | Lotus-Renault        | 1:16.432 | 1:13.698 | 1:13.298 | 8       |
| 10                   | 8  | Nico Rosberg       | Mercedes             | 1:15.929 | 1:13.848 | 1:13.489 | 9       |
| 11                   | 11 | Paul di Resta      | Force India-Mercedes | 1:15.901 | 1:14.121 |          | 10      |
| 12                   | 19 | Bruno Senna        | Williams-Renault     | 1:15.333 | 1:14.219 |          | 11      |
| 13                   | 15 | Sergio Pérez       | Sauber-Ferrari       | 1:15.974 | 1:14.234 |          | 12      |
| 14                   | 7  | Michael Schumacher | Mercedes             | 1:16.005 | 1:14.334 |          | 13      |
| 15                   | 14 | Kamui Kobayashi    | Sauber-Ferrari       | 1:16.400 | 1:14.380 |          | 14      |
| 16                   | 16 | Daniel Ricciardo   | Toro Rosso-Ferrari   | 1:16.744 | 1:14.574 |          | 15      |
| 17                   | 17 | Jean-Éric Vergne   | Toro Rosso-Ferrari   | 1:16.722 | 1:14.619 |          | 17      |
| 18                   | 10 | Romain Grosjean    | Lotus-Renault        | 1:16.967 |          |          | 18      |
| 19                   | 21 | Vitali Petrov      | Caterham-Renault     | 1:17.073 |          |          | 19      |
| 20                   | 20 | Heikki Kovalainen  | Caterham-Renault     | 1:17.086 |          |          | 20      |
| 21                   | 24 | Timo Glock         | Marussia-Cosworth    | 1:17.508 |          |          | 21      |
| 22                   | 25 | Charles Pic        | Marussia-Cosworth    | 1:18.104 |          |          | 22      |
| 23                   | 23 | Narain Karthikeyan | HRT-Cosworth         | 1:19.576 |          |          | 23      |
| 24                   | 22 | Pedro de la Rosa   | HRT-Cosworth         | 1:19.699 |          |          | 24      |
| 107% temps: 1:20.330 |    |                    |                      |          |          |          |         |
| Font:                |    |                    |                      |          |          |          |         |

Notes
- ^1  — Pastor Maldonado va rebre una penalització de deu posicions a la graella de sortida per no atendre a les ordres de la FIA.[2]

## Resultats de la Cursa
| Pos   | No | Pilot              | Constructor          | Voltes | Temps / Retirada | Pos.Sortida | Punts |
| ----- | -- | ------------------ | -------------------- | ------ | ---------------- | ----------- | ----- |
| 1     | 3  | Jenson Button      | McLaren-Mercedes     | 71     | 1h 45' 22. 656   | 2           | 25    |
| 2     | 5  | Fernando Alonso    | Ferrari              | 71     | + 2.734 s        | 7           | 18    |
| 3     | 6  | Felipe Massa       | Ferrari              | 71     | + 3.615 s        | 5           | 15    |
| 4     | 2  | Mark Webber        | Red Bull-Renault     | 71     | + 4.936 s        | 3           | 12    |
| 5     | 12 | Nico Hülkenberg    | Force India-Mercedes | 71     | + 5.708 s        | 6           | 10    |
| 6     | 1  | Sebastian Vettel   | Red Bull-Renault     | 71     | + 9.453 s        | 4           | 8     |
| 7     | 7  | Michael Schumacher | Mercedes             | 71     | + 11.907 s       | 13          | 6     |
| 8     | 17 | Jean-Éric Vergne   | Toro Rosso-Ferrari   | 71     | + 28.653 s       | 17          | 4     |
| 9     | 14 | Kamui Kobayashi    | Sauber-Ferrari       | 71     | + 31.250 s       | 14          | 2     |
| 10    | 9  | Kimi Räikkönen     | Lotus-Renault        | 70     | + 1 Volta        | 8           | 1     |
| 11    | 21 | Vitali Petrov      | Caterham-Renault     | 70     | + 1 Volta        | 19          |       |
| 12    | 25 | Charles Pic        | Marussia-Cosworth    | 70     | + 1 Volta        | 22          |       |
| 13    | 16 | Daniel Ricciardo   | Toro Rosso-Ferrari   | 70     | + 1 Volta        | 15          |       |
| 14    | 20 | Heikki Kovalainen  | Caterham-Renault     | 70     | + 1 Volta        | 20          |       |
| 15    | 8  | Nico Rosberg       | Mercedes             | 70     | + 1 Volta        | 9           |       |
| 16    | 24 | Timo Glock         | Marussia-Cosworth    | 70     | + 1 Volta        | 21          |       |
| 17    | 22 | Pedro de la Rosa   | HRT-Cosworth         | 69     | + 2 Voltes       | 24          |       |
| 18    | 23 | Narain Karthikeyan | HRT-Cosworth         | 69     | + 2 Voltes       | 23          |       |
| 19    | 11 | Paul di Resta      | Force India-Mercedes | 68     | Accident         | 10          |       |
| Ret   | 4  | Lewis Hamilton     | McLaren-Mercedes     | 54     | Col·lisió        | 1           |       |
| Ret   | 10 | Romain Grosjean    | Lotus-Renault        | 5      | Accident         | 18          |       |
| Ret   | 18 | Pastor Maldonado   | Williams-Renault     | 1      | Accident         | 16          |       |
| Ret   | 19 | Bruno Senna        | Williams-Renault     | 0      | Col·lisió        | 11          |       |
| Ret   | 15 | Sergio Pérez       | Sauber-Ferrari       | 0      | Col·lisió        | 12          |       |
| Font: |    |                    |                      |        |                  |             |       |